# 대선제분
대선제분은 대한민국의 제분기업으로 창업 이래 한동안 복수 오너들에 의해 공동경영을 한 기업이다. 본사는 서울특별시 중구 소월로 8, 8층 (남대문로 5가)에 있다. 브랜드는 해두루이고 대표이사는 박선정이다.

## 역사
- 1958년 - 회사 설립.
- 2007년 - 브랜드 해두루를 런칭
- 2011년 - 아산공장 준공
- 2013년 - 영등포공장 설비를 그대로 이전

## 같이 보기
- 대한제분
- 오뚜기